# Cristian Pop
Cristian Pop est un joueur de go amateur roumain et l'un des plus forts joueurs européens.

## Biographie
Cristian Pop commence le go à l'âge de 15 ans. Il est le colocataire de Cătălin Țăranu lorsqu'ils étudient ensemble à l'université.
Il se rend au Japon en 1997 pour devenir insei et étudie avec Saijo Masataka, avant de retourner en Roumanie deux ans après.
Il remporte le championnat de Roumanie neuf fois entre 1996 et 2017. 
Il utilise le surnom « Solaris » dans ses parties jouées en ligne.

## Palmarès

### Championnat de Roumanie de go
| Année | position |
| ----- | -------- |
| 1996  | Champion |
| 1997  | 8e       |
| 1999  | 2e       |
| 2000  | Champion |
| 2001  | Champion |
| 2002  | Champion |
| 2003  | 3e       |
| 2005  | 2e       |
| 2006  | Champion |
| 2007  | 2e       |
| 2008  | Champion |
| 2010  | Champion |

### Championnat européen de go
| Année | position    |
| ----- | ----------- |
| 2000  | 4e européen |
| 2004  | 3e européen |
| 2007  | 3e européen |
| 2009  | 4e européen |
| 2010  | 5e européen |

### Résultats notables
| Année | Tournoi                         | Classement |
| ----- | ------------------------------- | ---------- |
| 2002  | Tournoi de Wroclaw              | 2e / 104   |
| 2003  | Tournoi de Brno                 | 4e / 159   |
| 2004  | Tournoi de Brno                 | 2e / 160   |
| 2005  | Tournoi de Brno                 | 1er / 145  |
| 2005  | Coupe Européenne (à Bratislava) | 3e / 94    |
| 2006  | Tournoi de go de Paris          | 8e / 302   |
| 2006  | Tournoi de Brno                 | 4e / 144   |
| 2006  | Coupe Européenne (à Bratislava) | 3e / 116   |
| 2007  | Tournoi de Brno                 | 7e / 148   |
| 2007  | Coupe de l'Ambassadeur du Japon | 1er / 139  |
| 2008  | Coupe Shusaku de Târgu Mureș    | 2e / 140   |
| 2008  | Tournoi de Brno                 | 5e / 164   |
| 2009  | Coupe Shusaku de Târgu Mureș    | 6e / 235   |
| 2009  | Tournoi de Brno                 | 2e / 135   |
| 2009  | Open d'Autriche à Vienne        | 3e / 136   |
| 2009  | Coupe de l'Ambassadeur du Japon | 3e / 135   |
| 2010  | Coupe Shusaku de Târgu Mureș    | 4e / 150   |
| 2010  | Tournoi de go de Paris          | 5e / 224   |
| 2010  | Tournoi de Brno                 | 3e / 132   |
| 2010  | Tournoi d'Istanbul              | 2e / 116   |
| 2010  | Coupe de l'Ambassadeur du Japon | 2e / 117   |
| 2011  | Coupe Shusaku de Târgu Mureș    | 8e / 125   |
| 2011  | Tournoi de go de Paris          | 9e / 167   |
| 2012  | Coupe Shusaku de Târgu Mureș    | 7e / 94    |
| 2013  | Tournoi de go de Paris          | 3e / 214   |